# (38730) 2000 QE138
2000 QE138 (asteroide 38730) é um asteroide da cintura principal. Possui uma excentricidade de 0.10405060 e uma inclinação de 4.95730º.
Este asteroide foi descoberto no dia 31 de agosto de 2000 por LINEAR em Socorro.